# Dấu hiệu Battle
Dấu hiệu Battle, còn được gọi là bệnh bầm máu vùng xương chũm, là một dấu hiệu vỡ xương ở hố sọ giữa của hộp sọ. Xương bị vỡ có thể là do chấn thương sọ não tiềm tàng. Dấu hiệu Battle gồm vết bầm tím ngoài da, quanh vùng mỏm chũm của xương thái dương, nguyên nhân là máu của động mạch tai sau thấm qua thành mạch. Dấu hiệu này đặt tên theo tên một phẫu thuật viên người Anh, William Henry Battle.
Mất ít nhất một ngày để dấu hiệu Battle xuất hiện sau khi vỡ xương sọ, tương tự như dấu hiệu đeo kính râm. Tai nạn vùng đầu khiến mỏm chũm thuộc vùng xương thái dương tổn thương, dẫn đến bầm tím.
Dấu hiệu Battle có thể bị nhầm lẫn với tụ máu lan rộng từ chỗ vỡ lồi cầu xương hàm dưới  (vốn ít nghiêm trọng hơn).